# Aquí no es Miami
Aquí no es Miami es un libro de crónicas de la escritora y periodista mexicana Fernanda Melchor, publicado originalmente en 2013 por la editorial Almadía en colaboración con la Universidad Autónoma de Nuevo León. La obra fue reeditada en 2018 por Penguin Random House en la colección Mapa de las Lenguas, con la adición de textos nuevos.
Compuesta por doce crónicas, el libro retrata escenas de violencia, crimen organizado y decadencia social en el estado de Veracruz. En 2024, su versión en inglés titulada This Is Not Miami ganó el Premio Ryszard Kapuściński de Reportaje Literario de reportaje literario, convirtiendo a Melchor en la primera autora latinoamericana en obtener ese reconocimiento.

## Contenido
Las crónicas de Aquí no es Miami combinan periodismo narrativo y literatura testimonial. A través de relatos en primera persona, Melchor da voz a víctimas, victimarios, habitantes y testigos de una ciudad marcada por el narcotráfico, la corrupción y la impunidad. Las historias se sitúan principalmente en Veracruz, retratando casos de desapariciones, asesinatos, contrabando y fenómenos paranormales.
El texto que da nombre al libro narra el encuentro entre la narradora y un trabajador portuario que transporta inmigrantes clandestinos en camiones de carga, exponiendo la normalización del crimen en contextos fronterizos.[cita requerida]

## Estilo y temas
La obra destaca por su prosa directa y visceral, que mezcla recursos del reportaje con el tono subjetivo y emotivo de la literatura. La autora ha señalado que la frontera entre ficción y no ficción se difumina a favor de la veracidad emocional.
Los temas centrales son la violencia estructural, el narcotráfico, la desigualdad social, la impunidad, la violencia de género y el miedo cotidiano en regiones abandonadas por el Estado.

## Recepción
Aquí no es Miami ha sido valorado por la crítica como una de las obras fundamentales del nuevo periodismo narrativo latinoamericano. Su estilo fue descrito como "duro, honesto y conmovedor", destacando su aporte literario a la comprensión de la violencia en México.
La edición en inglés, traducida por Sophie Hughes y titulada This Is Not Miami, fue publicada en 2023 y apareció en la lista larga del National Book Award for Translated Literature ese mismo año.
En mayo de 2024, ganó el Premio Internacional Ryszard Kapuściński al mejor libro de reportaje literario.

## Importancia en la obra de Melchor
Aquí no es Miami fue el primer libro publicado por Fernanda Melchor. Marcó el inicio de una trayectoria literaria que la consolidó como una de las escritoras mexicanas contemporáneas más relevantes. Le siguieron obras como Temporada de huracanes (2017) y Paradais (2021), también reconocidas internacionalmente.